# Sant Pere de Vila
Sant Pere de Vila és una església de Vila al municipi de Vielha e Mijaran (Vall d'Aran) inclosa a l'Inventari del Patrimoni Arquitectònic de Catalunya. Aquesta església havia estat un fortí militar durant la guerra civil.

## Descripció
És una església d'una sola nau amb dues capelles a la paret Nord on també s'hi troba la torre de campanes;l'absis és quadrat i rau adossat a la rectoria bastida posteriorment. L'entrada està situada a l'extrem SO, d'estil neoclàssic i on s'hi observa l'any de fundació: 1737. Els murs exteriors conserven l'arrebossat de morter de calç; a la cara sud presenta dos contraforts que complementen dos tirnats de ferro ubicats a l'interior. També a la cara de migdia presenta tres finestrals i una petita obertura quadrada, a més de pedres amb motius decoratius encastades al mur i a un contrafort.
Disposa també d'un campanar amb planta quadrada de tres pisos construïda l'any 1804; conserva l'arrebossat de morter de calç i les restes de la pintura decorativa originària. La cara Sud presenta quatre obertures(dues al pis superior amb campanes i dues al pis baix que actualment estan tapiades); la cara Est en té una a dalt i una altra a baix; la cara Nord només disposa d'una obertura tapiada.